# Церква Св. Миколи (Середнє Водяне, нижня)
Церква Св. Миколи («долішня», або «нижня») — дерев'яний храм, пам'ятка народної архітектури та монументального живопису XVII століття у селі Середнє Водяне Рахівського району Закарпатської області, Україна, пам'ятка архітектури національного значення (№ 209).

## Архітектура
Нижня Миколаївська церква складається з двох дубових зрубів – більшого прямокутного, що ділиться на наву і бабинець, і меншого п'ятигранного вівтарного зрубу. Обидва зруби вкрито високим двосхилим дахом під ґонтовим покриттям та охоплено стрічкою опасання. Всередині центральне приміщення перекрито арковим склепінням, бабинець – трапецієподібним,а вівтарний зруб – плоским перекриттям. Висока каркасна вежа вкрита шатром, характерним для багатьох церков Рахівщини. Суворий на вигляд храм позбавлений будь-яких прикрас, хіба що невеличкі віконця порушують монолітну поверхню зрубів. Цікавою особливістю є двері на південному фасаді, натомість західний дверей немає.  
Напис на зрубі розповідає, що «подважен бисть храм святий року божого 1699». Майстер був місцевим русичем, а церкву підважували для заміни нижніх зігнилих колод зрубу. Отже, храм збудували найменше за 40–50 років до підважування, тобто в середині XVII століття.
В радянські часи церква охоронялась як пам'ятка архітектури Української РСР (№ 209). В 2018 році церква визнана об’єктом культурної спадщини національного значення, який внесено до Державного реєстру нерухомих пам’яток України (№ 070043).

## Галерея

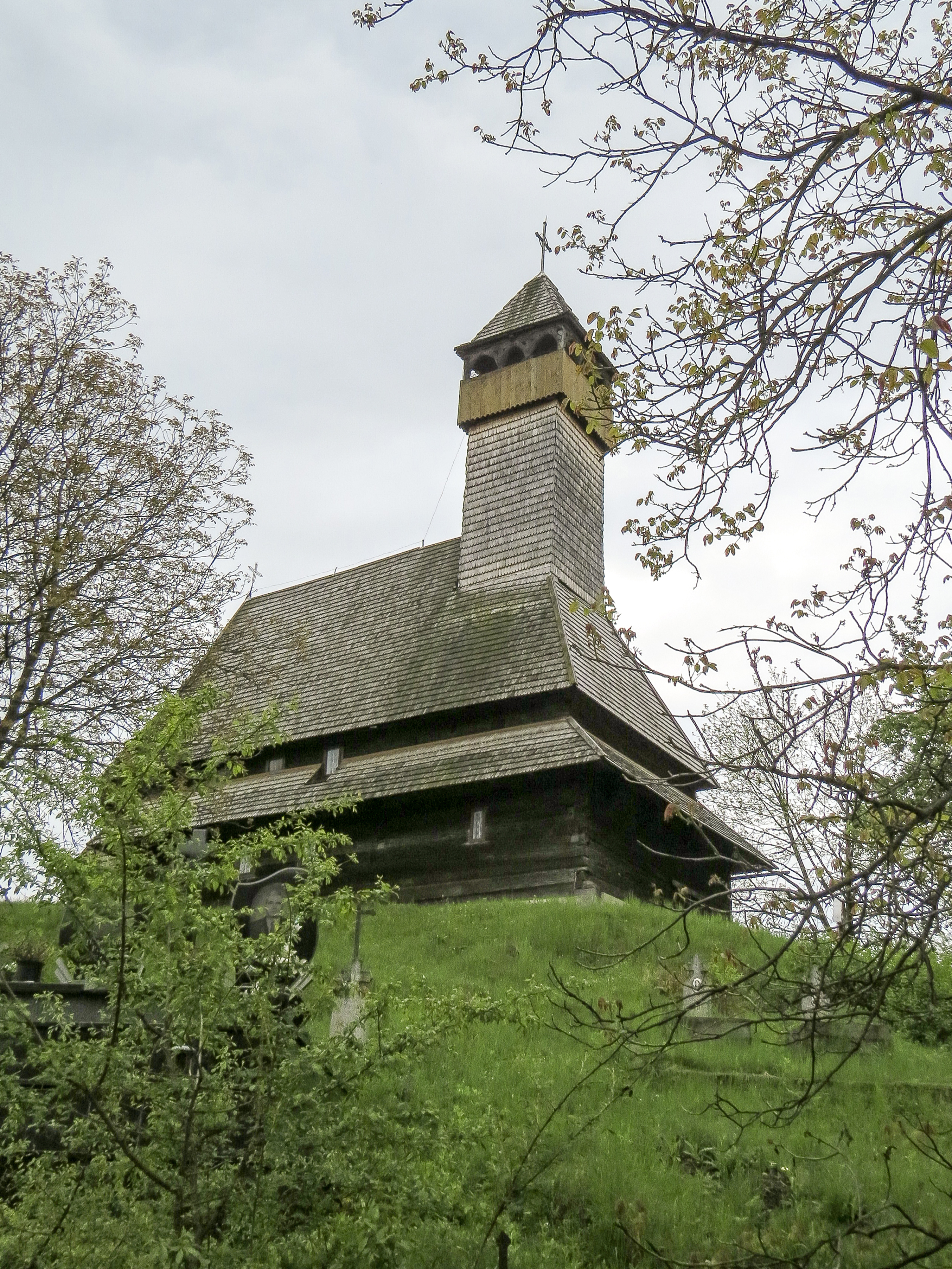

## Розписи
У церкві Святого Миколи, яку датують XVII століттям, при проведенні внутрішніх робіт були виявлені невідомі раніше настінні розписи. [Архівовано 9 травня 2019 у Wayback Machine.]